# Ковач, Патрик (футболист, 2007)
Марк Па́трик Ко́вач (венг. Kovács Patrik Márk; род. 15 августа 2007) — венгерский футболист, нападающий клуба «Фехервар».

## Клубная карьера
Ковач — воспитанник клуба «Фехервар». 3 февраля 2024 года в матче против «Залаэгерсега» он дебютировал в чемпионате Венгрии.